# Evelyn Opela

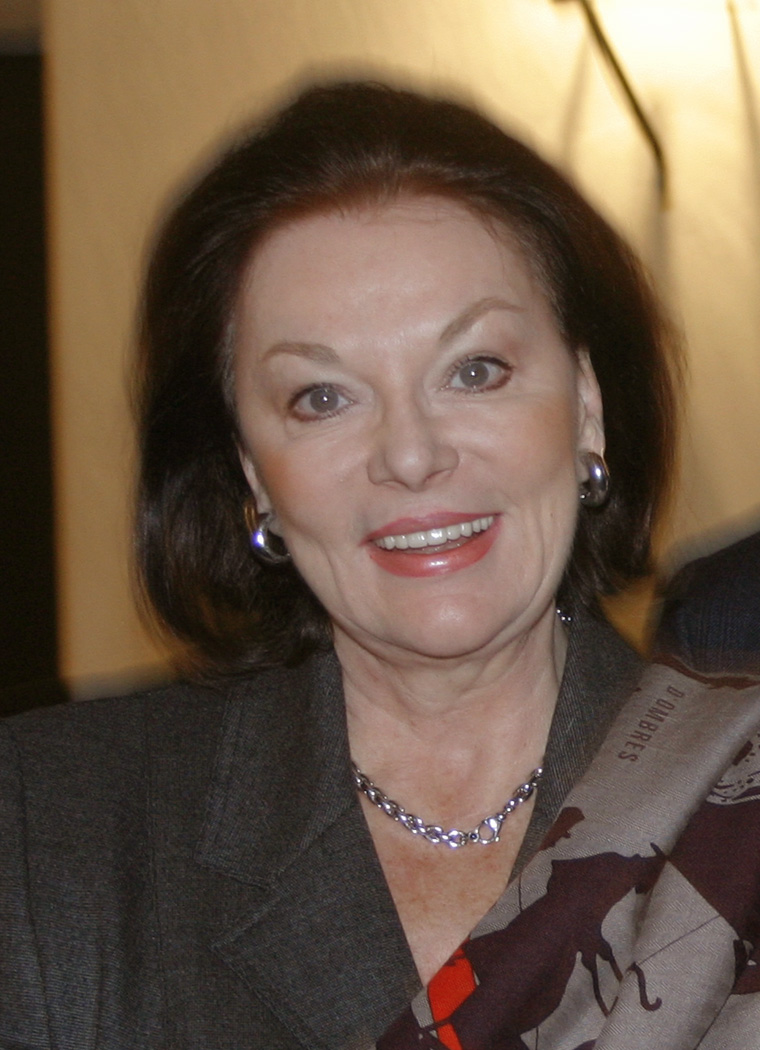
Evelyn Opela (2007)

Evelyn Opela, geborene Evelyna Stryhalová, bürgerlich Evelyn Opela-Ringelmann (* 4. Februar 1945 in Warnsdorf, Reichsgau Sudetenland), ist eine deutsche Schauspielerin. Sie wirkte im Laufe ihrer Karriere in zahlreichen bekannten Filmen und erfolgreichen Fernsehserien mit.

## Leben
Nach dem Abitur in der Tschechoslowakei machte Evelyn Opela eine Schauspielausbildung an der Akademie der musischen Künste in Prag. Ab 1959 war sie Schauspielerin in der damaligen ČSSR. Sie wirkte in etwa zehn Filmen mit und war darüber hinaus auf der Bühne zu sehen, zuletzt am Prager Nationaltheater. Mitte der 1960er Jahre heiratete sie den tschechischen Dirigenten Jaroslav Opěla (* 1935, † 2016) und folgte ihm 1967 in die Bundesrepublik Deutschland. Wegen der anfänglichen Sprachbarriere bekam sie erst Anfang der 1970er Fernsehrollen, vor allem in Krimiserien wie "Der Kommissar", "Derrick" und "Der Alte". 1970 engagierte Bernhard Wicki sie neben Helmut Qualtinger und Agnes Fink für seine Joseph-Roth-Verfilmung "Das falsche Gewicht". Rainer Erler besetzte sie in seinen Produktionen Der Amateur und Das Blaue Palais – Das Medium, Unsterblichkeit.
Sie spielte in zwei Kinofilmen der Reihe "Die Lümmel von der ersten Bank". In den 1970er Jahren war sie außerdem in den Ludwig-Ganghofer-Verfilmungen "Schloss Hubertus" (mit Karlheinz Böhm) und "Das Schweigen im Walde" zu sehen. In dem Thriller "Night Train to Venice" (1993) spielte sie an der Seite von Hugh Grant.
Neben weiteren Rollen in Fernsehserien (Das Traumschiff, Tatort, Der Mann ohne Schatten, SOKO Leipzig) trat sie auch immer wieder an deutschsprachigen Bühnen (Düsseldorfer Schauspielhaus 1977/78, Theater in der Josefstadt Wien, 1978/79) auf. Zu ihren Rollen zählten die Titelfigur in "Hedda Gabler", Rosalinde in "Wie es euch gefällt", Julia in "Romeo und Julia", Monika in "Die Physiker" sowie die Titelfiguren in "Die heilige Johanna" und in "Antigone".

## Privates
Evelyn Opela war von 1986 bis zu dessen Tod im Jahr 2011 mit dem Fernsehproduzenten Helmut Ringelmann verheiratet. Sie hatten sich bei Dreharbeiten kennengelernt.

## Filmografie
- 1971: Morgen fällt die Schule aus
- 1971: Das falsche Gewicht
- 1972: Nasrin oder Die Kunst zu träumen
- 1972: Betragen ungenügend!
- 1972: Der Kommissar: Der Tennisplatz (Folge 50)
- 1972: Der Amateur
- 1972: Komm, Zigan
- 1973: Der Kommissar:  Die Nacht, in der Basseck starb (Folge 60)
- 1973: Die Reise nach Mallorca (Mehrteiler)
- 1973: Pan
- 1973: Dem Täter auf der Spur: Stellwerk 3 (Folge 17)
- 1973: Im Schillingshof (Fernsehfilm)
- 1973: Schloß Hubertus
- 1974: Der Kommissar: Drei Brüder (Folge 72)
- 1974: Der kleine Doktor: Der Rote (Folge 5)
- 1974: Das Blaue Palais: Das Medium
- 1975: Die Rakete
- 1975: Comenius
- 1976: Das Blaue Palais: Unsterblichkeit
- 1976: Das Schweigen im Walde
- 1977: Die Rückkehr des alten Herrn
- 1977: Sanfter Schrecken
- 1979: Tatort – Der King
- 1981: Überfall in Glasgow
- 1982: Heimkehr nach Deutschland
- 1982: Unheimliche Geschichten (Fernsehserie, Folge 6) – Die fremde Macht
- 1983: Das Traumschiff: Karibik
- 1983: Geschichten von nebenan (Serie)
- 1984: August der Starke
- 1984: Derrick (Folge 119: Gangster haben andere Spielregeln)
- 1984: Der Besuch
- 1985: Goldene Zeiten – Bittere Zeiten (Mehrteiler)
- 1986: Derrick (Folge 141: Der Charme der Bahamas)
- 1986: Der Alte (Folge 101: Sein erster Fall)
- 1987: Der Alte (Folge 115: Tod vor Schalterschluß)
- 1987: Der Alte (Folge 121: Alibi Mozart …)
- 1988: Der Alte (Folge 132: Ein unaufhaltsames Ende)
- 1988: Familienschande
- 1989: Derrick (Folge 172: Kisslers Mörder)
- 1989: Der Alte (Folge 142: Doppelmord)
- 1990: Derrick (Folge 185: Judith)
- 1990: Derrick (Folge 193:  Beziehung abgebrochen)
- 1990: Insel der Träume (Serie)
- 1991: Der Alte (Folge 165: Der Geburtstag der alten Dame)
- 1991: Derrick (Folge 205: Das Lächeln des Dr. Bloch)
- 1992: Der Alte (Folge 170: Tödliche Beziehungen)
- 1993: Night Train to Venice (Train to Hell)
- 1993: Der Alte (Folge 180: Kurzer Prozess)
- 1993: Der Alte (Folge 187: Nächstenliebe)
- 1994: Derrick (Folge 238: Das Gesicht hinter der Scheibe)
- 1994: Blankenese: 2 Folgen als Caroline von Greifenstein
- 1996: Der Mann ohne Schatten (Serie)
- 1999: SOKO München: Abgestürzt
- 2002: SOKO Leipzig: Der Musenkuss

## Hörspiele (Auswahl)
- 1981: Horst Laube: Der Dauerklavierspieler (Die aus Trautenau) – Regie: Walter Adler (Hörspielbearbeitung – SDR)
- 1985: Nikolai von Michalewsky: Bei Bildausfall Mord (Sie (Marga Jakobi)) – Regie: Andreas Weber-Schäfer (Original-Hörspiel, Kriminalhörspiel – WDR)
- 1986: Michael Koser: Der letzte Detektiv (10. Folge: Todestour) (Dr. Duna Khamal) – Regie: Alexander Malachovsky (Originalhörspiel, Kriminalhörspiel, Science-Fiction-Hörspiel – BR)
- 1986: Michael Koser: Der letzte Detektiv (12. Folge: Inselklau) (Dr. Duna Khamal) – Regie: Alexander Malachovsky (Originalhörspiel, Kriminalhörspiel, Science-Fiction-Hörspiel – BR)
- 1986: Benjamin Kuras: Russischer Salat (Galina) – Regie: Peter von Wiese (Originalhörspiel, Kriminalhörspiel – SR)
- 1988: Hanns Kneifel: Das Inseldilemma: Berenice (Berenice) – Regie: Andreas Weber-Schäfer (Science-Fiction-Hörspiel – BR)

Quelle: ARD-Hörspieldatenbank